# Neckarbrücke (Mannheim-Seckenheim)
Die Neckarbrücke verbindet den Mannheimer Stadtteil Seckenheim über den Neckar mit der Gemeinde Ilvesheim. Sie gehört zur baden-württembergischen Landesstraße 542 (L 542).

## Geschichte
In den 1920er Jahren wurde begonnen, den Neckar zu kanalisieren. In diesem Zusammenhang sank der Pegel des alten Neckararmes ständig, wodurch der bis dahin bestehende Fährbetrieb nicht mehr ständig gewährleistet werden konnte. Daher wurde am 1. Februar 1926 ein Wettbewerb ausgeschrieben, um die damals noch unabhängige Gemeinde Seckenheim (Eingemeindung erfolgte 1930) mit der Gemeinde Ilvesheim durch eine Brücke zu verbinden. Nahezu die Hälfte der Baukosten wurde durch vertragliche Verpflichtung von der Neckar-Aktiengesellschaft (heute 82%ige Tochtergesellschaft der EnBW), die den Kanal finanzierte, getragen. Bereits im April 1927 konnte sie dem Verkehr übergeben werden. Wie auch die anderen Neckarbrücken Mannheims wurde sie kurz vor Ende des Zweiten Weltkrieges 1945 durch die Wehrmacht gesprengt. 1952 bis 1953 wurden die beiden Bögen auf Seckenheimer Seite wieder eingefügt.

## Beschreibung
Die Stabbogenbrücke (Langerscher Balken) mit einer Höhe von sechs Metern und einer Breite von 14,5 m führt über den naturbelassenen, alten Neckar. Die drei Bogentragwerke von je 53,8 m Spannweite sind im Scheitelbereich mit je sechs Querriegeln miteinander verbunden. Die Bogenrippen mit einem Achsenabstand von 9,4 m haben eine Höhe von 1,52 m und 0,9 m Breite. Die Fahrbahntafel ist im Abstand von 4,5 m abgehängt. Außerhalb der Bogen verlaufen jeweils auskragende Bahnen für Fußgänger- und Radverkehr.

## Sonstiges
Schon Ende des 19. Jahrhunderts wurde einige Kilometer neckaraufwärts eine Neckarbrücke geplant. Diese sollte zusätzlich zur bestehenden, kombinierten Eisenbahn- und Fußgängerbrücke Ladenburg mit Neckarhausen verbinden. Es gab wiederholt Planungen und Vermessungen – die Brücke ist auch immer wieder ein politisches Thema –, jedoch gibt es bisher keine ernsthaften Umsetzungspläne. Die nächste Autobrücke neckaraufwärts ist – abgesehen von der Neckarüberquerung der Autobahn A 5 und der Fähre zwischen Neckarhausen und Ladenburg –, die Ernst-Walz-Brücke in Heidelberg.

## Technische Daten
- Typ: Bogenbrücke
- Länge: 165 Meter (drei Bögen zu je 55 Metern)